# Soldats maudits
Les « soldats maudits » (Żołnierze wyklęci, en polonais) est le nom attribué à certains mouvements de résistance polonaise qui se formèrent vers la fin de la Seconde Guerre mondiale. 
Créés par quelques membres de l'État polonais clandestin, ces organisations clandestines continuèrent leur lutte armée contre le gouvernement stalinien de Pologne dans les années 1950. Les actes de guérilla inclurent de nombreuses attaques militaires lancées contre les nouvelles prisons communistes, contre les bureaux du ministère de la Sécurité publique (MBP), les lieux de détention pour prisonniers politiques et les camps de concentration disséminés à travers le pays.

## Histoire
Le 7 mai 1945, dans le village de Kuryłówka, dans le sud-est de la Pologne, la bataille de Kuryłówka (en) commença. C'était la plus grande bataille de l'histoire de l'organisation des soldats maudits, Alliance nationale militaire (NZB). Dans la bataille contre les unités du NKVD, les partisans anti-communistes tuèrent 70 agents du NKVD. La bataille se termina par une victoire des forces clandestines polonaises,,.
Le 21 mai 1945, une unité de l'Armia Krajowa (AK), dirigée par le colonel Edward Wasilewski (en), attaqua le camp NKVD de Rembertów (en) dans la banlieue est de Varsovie. Les Soviétiques y gardaient des centaines de Polonais,,, membres de l'Armée de l'Intérieur, qui étaient systématiquement déportés en Sibérie. Cette action de la résistance polonaise pro-indépendance a permis de libérer tous les prisonniers politiques polonais du camp. Entre 1944 et 1946, les soldats maudits attaquèrent de nombreuses prisons communistes en Pologne occupée par les Soviétiques (cf. Résistance anti-communiste en Pologne (1944–46)).
Du 10 au 25 juin 1945, se déroula la chasse à l'homme d’Augustów (pl) qui était une grande opération menée par les forces soviétiques de l'Armée rouge, du NKVD et du SMERSH, avec l'aide d’unités polonaises de l’UB et de la LWP contre les anciens soldats de l’Armia Krajowa dans la région de Suwałki et d'Augustow en Pologne. L'opération couvrit également le territoire occupé de la Lituanie. Plus de 2 000 combattants polonais présumés anticommunistes ont été capturés et détenus dans des camps d'internement soviétiques. 600 des « disparus d’Augustów » furent présumés morts et enterrés dans un lieu inconnu dans le territoire actuel de la Russie. La chasse à l'homme d’Augustów faisait partie d'une opération anti-guérilla en Lituanie.
La plupart des groupes anti-communistes polonais cessèrent d'exister à la fin des années 1940-1950, pourchassés par les brigades du MBP et du NKVD soviétiques. Cependant, le dernier « soldat maudit » connu, Józef Franczak, fut tué dans une embuscade, en 1963, soit presque vingt ans après la mainmise des Soviétiques sur la Pologne,.

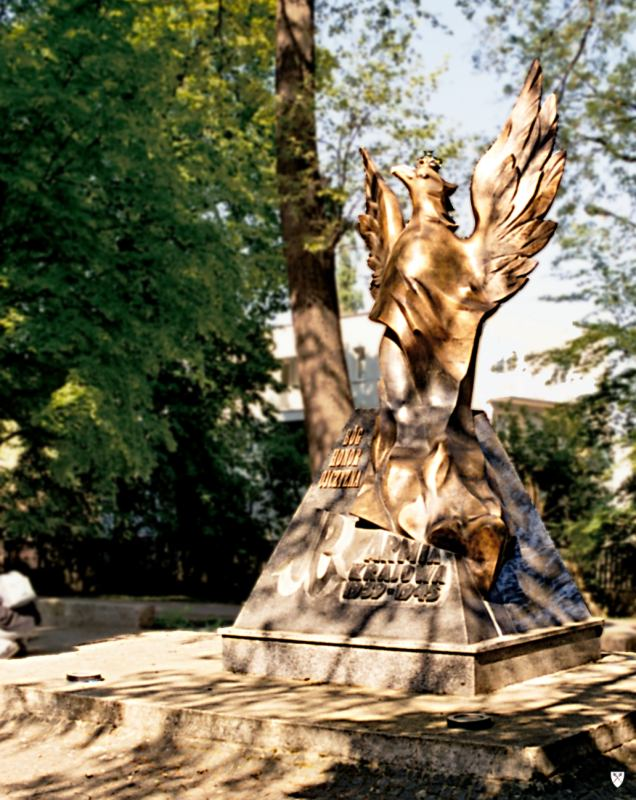
Monument dédié à l’Armia Krajowa à Sopot, Pologne.

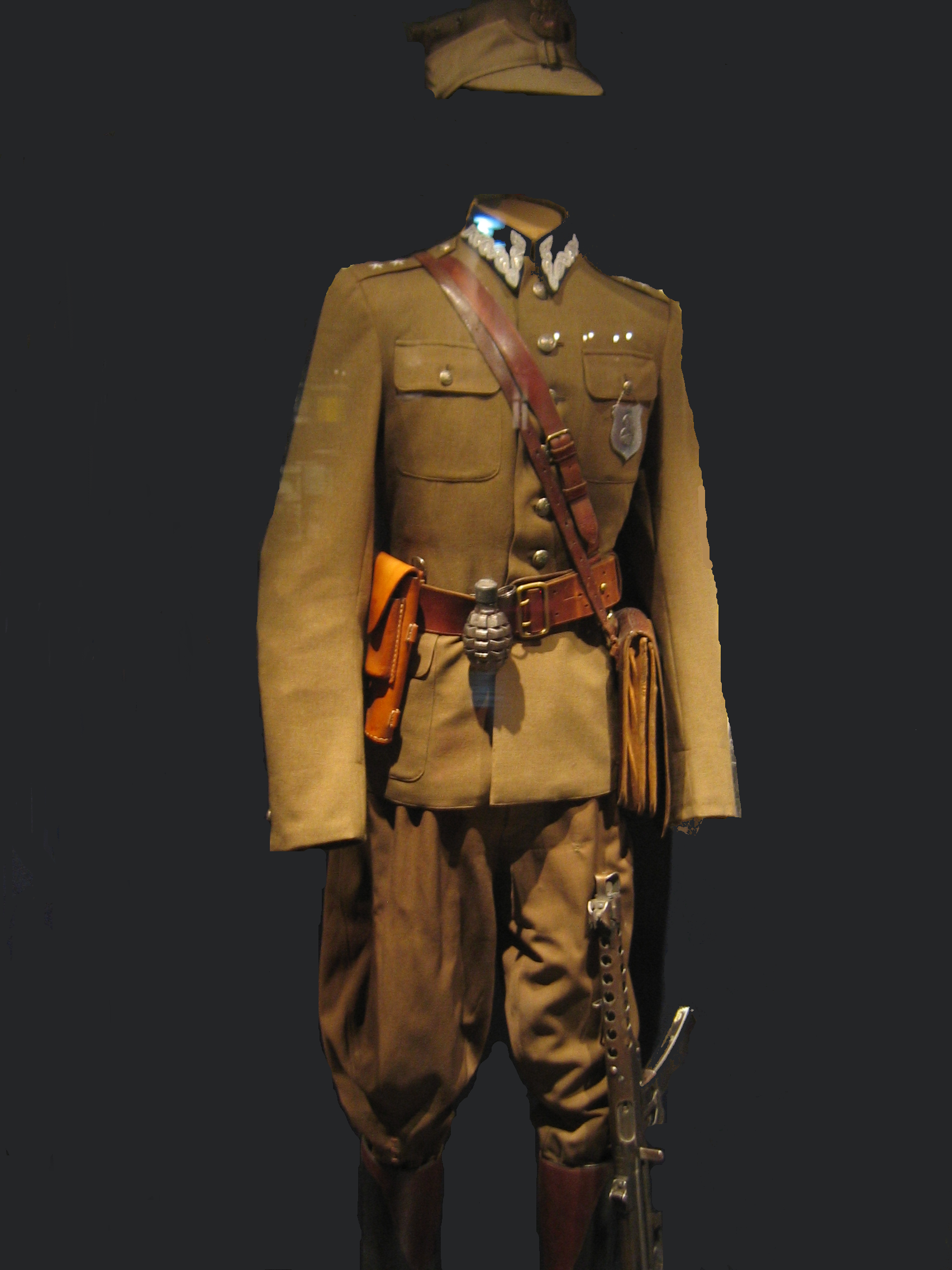
Uniforme d'un combattant anti-communiste polonais, en fait, un uniforme d'avant guerre.

Les organisations de résistance anti-communiste polonaises les plus connues opérationnelles dans la Pologne stalinienne étaient : Liberté et Indépendance (Wolność i Niezawisłość, WIN), les Forces nationales armées (Narodowe Siły Zbrojne, NSZ), l'Union militaire nationale (Narodowe Zjednoczenie Wojskowe, NZW), l'Armée polonaise clandestine (Konspiracyjne Wojsko Polkskie, KWP), la Résistance de l'Armée Nationale (Ruch Oporu Armii Krajowej, ROAK), l'Armée nationale citoyenne (Armia Krajowa Obywatelska, AKO), et NIE (diminutif de Niepodległość, qui signifie Indépendance – nie signifie « non »), la Délégation des Forces Armées pour la Pologne (Delegatura Sił Zbrojnych na Kraj), et Liberté et Justice (Wolność i Sprawiedliwość, WiS). D'autres mouvements anti-communistes d'Europe de l'Est continuèrent aussi le combat dans d'autres pays.

## Contexte historique
Avec l'avancée des forces soviétiques à travers la Pologne qui luttaient contre l'Allemagne nazie, les Soviétiques et les communistes polonais qui avaient établi un tout nouveau gouvernement appelé Comité polonais de libération nationale en 1944, réalisèrent que l'État polonais clandestin, loyal envers le gouvernement polonais en exil, devait être aboli avant qu'il ne puisse prendre tout à fait le contrôle de la Pologne. Le futur secrétaire général du PZPR, Władysław Gomułka, déclara : « Les soldats de l'AK sont un élément hostile qui doit être supprimé sans pitié ». Un autre communiste important, Roman Zambrowski, suggéra que l'AK devait être « exterminée ».
L'Armia Krajowa (Armée de l'Intérieur, simplement surnommée AK) – le plus important mouvement de résistance polonaise durant la Seconde Guerre mondiale – a été officiellement dissoute le 19 janvier 1945 afin de prévenir tout glissement vers un conflit armé avec l'Armée rouge devant la menace croissante d'une guerre civile dont l'enjeu serait la souveraineté de la Pologne. Cependant, beaucoup d'unités décidèrent de poursuivre la lutte dans ce nouveau contexte, considérant les forces soviétiques comme un nouvel occupant. Auparavant, les Partisans soviétiques en Pologne avaient reçu l'ordre de Moscou, le 22 juin 1943, d'engager le combat avec les Leśni, les hommes des forêts. Ils ont, de manière générale, combattu les Polonais plus qu'ils n'avaient combattu les Allemands. Les forces principales de l'Armée rouge (le Groupe des Forces du Nord) et le NKVD commencèrent à mener des opérations contre les partisans de l'AK déjà pendant et juste après l'opération Tempête conçue par les Polonais comme une action préventive pour assurer le contrôle polonais plutôt que soviétique sur les villes après le retrait des troupes allemandes. Staline avait pour but d'assurer qu'une Pologne indépendante ne réémergerait jamais dans la période d'après-guerre.

### Formation du réseau anti-communiste clandestin
La première organisation de l'AK destinée d'abord à contrer la menace soviétique était NIE, formée vers le milieu de l'année 1943. Le but de NIE n'était pas d'entrer en lutte armée avec les forces soviétiques mais plutôt d'observer et d'espionner tandis que le gouvernement en exil décidait de la conduite à tenir avec les Soviétiques. À ce moment-là, le gouvernement exilé croyait toujours que la solution pourrait se trouver par le biais de négociations. Le 7 mai 1945, l'organisation NIE (NON) fut dissoute et transformée en Delegatura Sił Zbrojnych na Kraj (Délégation des forces armées pour le Pays). Cependant, cette organisation ne dura que jusqu'au 8 août 1945, quand la décision fut prise de la dissoudre et de cesser les activités des mouvements de résistance sur le territoire polonais.
En mars 1945, un procès public de 16 chefs de l'État polonais clandestin fut organisé par l'Union soviétique et se déroula à Moscou - l'Histoire l'a retenu sous le nom de procès des seize,,,. Le délégué du Gouvernement, de concert avec la plupart des membres du Conseil de l'Unité Nationale et du commandant en chef de l'Armia Krajowa, furent invités par le général soviétique Ivan Serov avec l'accord de Joseph Staline à participer à une conférence sur leur entrée éventuelle au Gouvernement Provisoire soutenu par les Soviétiques. On leur avait garanti leur sécurité mais le NKVD les arrêta à Pruszków les 27 et 28 mars,. Leopold Okulicki, Jan Stanisław Jankowski et Kazimierz Pużak furent les premiers arrêtés le 27 mars, douze autres furent arrêtés le lendemain. A. Zwierzynski avait été arrêté plus tôt. Ils furent conduits à Moscou pour être interrogés dans la prison de la Loubianka,,. Après plusieurs mois d'interrogatoires brutaux et de tortures ils furent condamnés au tribunal avec les accusations de « collaboration avec l'Allemagne nazie » et de « planification d'une alliance militaire avec l'Allemagne nazie »,.
Le premier gouvernement communiste polonais, PKWN, est formé en juillet 1944 mais décline toute juridiction sur les soldats de l'AK. Par conséquent, pendant plus d'un an, ce furent des agences soviétiques telles que le NKVD qui gérèrent la question de l'AK. À la fin de la guerre, approximativement 60 000 soldats de l'AK ont été arrêtés et 50 000 d'entre eux ont été déportés dans les goulags et prisons soviétiques. La plupart de ces soldats avaient été capturés par les Soviétiques pendant ou juste après l'Opération Burza, alors que beaucoup d'unités de l'AK essayaient de coopérer avec les forces soviétiques pour un soulèvement national contre les Allemands. D'autres vétérans furent arrêtés quand ils décidaient d'entrer en contact avec le gouvernement après qu'on leur eut promis l'amnistie. En 1947, une amnistie fut déclarée pour la plupart des partisans ; les autorités communistes s'attendaient à ce qu'environ 12 000 personnes rendissent les armes mais le chiffre réel des personnes qui sortirent des bois s'éleva finalement à 53 000 personnes. Beaucoup d'entre elles furent arrêtées, en dépit des promesses de liberté ; après la répétition de promesses non tenues pendant les premières années sous le contrôle des communistes, les soldats de l'AK ne firent plus confiance au gouvernement.
La troisième organisation de l'AK était Wolność i Niezawisłość (Liberté et Souveraineté). Une fois de plus, son objectif premier n'était pas le combat ; WiN était conçue pour aider les soldats de l'AK à faire la transition de leur vie de partisans à la vie civile. Le secret et la conspiration continuels étaient nécessaires vu l'augmentation de la persécution exercée sur les vétérans de l'AK par le gouvernement communiste. WiN avait, cependant, besoin de fonds pour payer de faux documents et pour fournir des ressources aux partisans dont beaucoup avaient perdu leur maison et des économies de toute une vie au moment de la guerre. Considérée comme une ennemie de l'État, privée de ressources et avec une partie de ses membres qui s'exprimaient ouvertement pour une résistance armée contre les Soviétiques et leurs mandataires polonais, WiN était loin d'être efficace. Une victoire significative pour le NKVD et pour la police secrète polonaise nouvellement fondée (l'Urząd Bezpieczeństwa (UB) – le service de sécurité), eut lieu dans la deuxième moitié de l'année 1945 quand ils réussirent à convaincre plusieurs chefs de l'AK et de WiN qu'ils voulaient vraiment offrir l'amnistie aux membres de l'AK. En quelques mois, ils réussirent ainsi à obtenir des informations sur un grand nombre de ressources et de gens de l'AK et de WiN. Plusieurs mois après, quand les chefs (emprisonnés) de l'AK et de WiN réalisèrent leur erreur, l'organisation était cassée et des milliers de membres étaient arrêtés à leur tour. WiN, finalement, se décomposa en 1952.

### Persécution
Le NKVD et le Service de Sécurité eurent recours à la force brutale et au mensonge pour éliminer l'opposition clandestine. À l'automne 1946, un groupe de 100 à 200 soldats des Narodowe Siły Zbrojne (Forces armées nationales, NSZ) fut attiré dans un piège et massacré. En 1947, le colonel Julia Brystiger (surnommée Bloody Luna) du MBP déclara, dans une réunion sur la sécurité, que « l'[opposition] clandestine terroriste et politique avait cessé d'être une force menaçante », bien que l'ennemi de classe dans les universités, dans les bureaux et dans les usines doit toujours être « cherché et neutralisé ».
La persécution des membres de l'AK n'était qu'une partie de la pression produite par le stalinisme dans la Pologne d'après-guerre. Dans la période de 1944-56, environ 300 000 Polonais, voire jusqu'à deux millions de Polonais, d'après différentes sources, ont été arrêtés. Il y eut 6 000 condamnations à mort et la majorité d'entre elles conduisirent à des exécutions. On évalue à plus de 20 000 personnes le nombre de ceux qui moururent dans des prisons communistes, en comptant ceux qui furent exécutés « au nom de la loi » tels que Witold Pilecki, un héros d'Auschwitzou encore Józef Batory, l'un des principaux interlocuteurs entre l'AK et les services occidentaux. De plus, six millions de citoyens polonais (soit, un tiers de la population polonaise adulte) furent rangés au nombre des membres suspectés d'un « élément réactionnaire ou criminel » et sujets d'enquête pour les agences de l'État. Durant l'octobre polonais de 1956, une amnistie politique libéra de prison 35 000 anciens soldats de l'AK. Tout de même, quelques partisans restèrent dans le service, ne voulant pas ou simplement n'étant pas capables de rejoindre la communauté. Le soldat maudit Stanisław Marchewka Ryba (« le Poisson ») fut tué en 1957 ; et le dernier partisan de l'AK, Józef Franczak Lalek, fut tué en 1963, soit près de deux décennies après la fin de la Seconde Guerre mondiale. Quatre ans plus tard, longtemps après l'abolition de la terreur stalinienne, le dernier membre des Cichociemni (Les Silencieux et Cachés) – une élite des services secrets polonais (qui agissait aussi comme groupe d'action) entraînés en Grande-Bretagne – Adam Boryczka fut finalement relâché de la prison en 1967. Jusqu'à la fin de la République populaire de Pologne, les anciens soldats de l'AK furent constamment surveillés par la police secrète. Ce ne fut qu'en 1989, après la chute du communisme, que les décisions de justice à l'encontre des soldats de l'AK furent déclarées invalides et annulées par la loi polonaise.

## Jour de mémoire
À partir de l'année 2011, le 1er mars est devenu une fête nationale en Pologne, pour célébrer le souvenir des soldats de la résistance clandestine anticommuniste. Ce Jour National de la mémoire des Soldats Maudits va être célébré chaque année mais reste un jour ouvrable. Le premier jour du mois de mars a été choisi car il a une signification symbolique pour les résistants anticommunistes : ce jour-là, en 1951, avait été proclamé l'arrêt de mort contre les chefs du IVe Commandement de l'association Wolność i Niezawisłość.